# Senna singueana
Senna singueana är en ärtväxtart som först beskrevs av Alire Raffeneau Delile, och fick sitt nu gällande namn av John Michael Lock. Senna singueana ingår i släktet sennor, och familjen ärtväxter. Inga underarter finns listade i Catalogue of Life.